# Impasse Edmond-Miniac
 (décembre 2020).
Si vous disposez d'ouvrages ou d'articles de référence ou si vous connaissez des sites web de qualité traitant du thème abordé ici, merci de compléter l'article en donnant les références utiles à sa vérifiabilité et en les liant à la section « Notes et références ».
L'impasse Edmond-Miniac est une voie de la commune française de Saint-Malo, Ille-et-Vilaine, en Bretagne.

## Origine du nom
Le nom de cette voie du hameau de Saint-Etienne fait référence au malouin Edmond Miniac, avocat général à la cour de cassation, natif du même quartier de Saint-Servan, frère de l'architecte Alexandre Miniac (1885-1963) (Monument historique de l'Hôtel de ville d'Albert)  et petit-neveu de l'académicien français Louis Duchesne.

## Historique
Donnant sur la rue de la Croix Raux qui mène de la Grassinais à Château-Malo, l'impasse Edmond Miniac est une voie du quartier de Saint-Servan, anciennement ville de Saint-Servan-sur-Mer de 1790 à 1967, avant sa fusion avec sa voisine Saint-Malo. La création de l'impasse a été décidée le 18 octobre 2018 par le conseil municipal de la Ville de Saint-Malo sous la mandature de Claude Renoult. Sise entre le 14 bis et le 16 de la rue de la Croix Raux, ancienne "grande route de Saint-Servan à Dol", l'entrée de l'impasse fait face à la rue du Puits Sauvage, et à un éponyme château d'armateurs, la Malouinière du Puits Sauvage. L'impasse a une forme en Y et est dotée de placettes aux deux extrémités.

## Bâtiments remarquables et lieux de mémoire
Un ensemble composé de dix-sept maisons y a été édifié dès 2018 : le lotissement "Le Clos Saint-Etienne", avec Nexity Saint-Grégoire comme maître d'ouvrage et un parcellaire allant de 300 à 580 m2.
Edmond Miniac est issu d'une lignée de laboureurs dont l'aïeul, bouche surnuméraire, quitta la ferme de la Ville Coeuru en Saint-Méloir-des-Ondes pour épouser le monde maritime à Saint-Servan, à la veille de la Révolution française. L'ironie de la petite histoire est que la voie fasse face à la Malouinière du Puits-Sauvage dont la noble famille possédait cette ferme de la Ville-Coeuru au XVIIIe siècle.